# Ommatius texanus
Ommatius texanus là một loài ruồi trong họ Asilidae. Ommatius texanus được Bullington & Lavigne miêu tả năm 1984. Loài này phân bố ở vùng Tân Bắc giới.